# 多毛细锥香茶菜
多毛细锥香茶菜（学名：Isodon coetsa var. cavaleriei）为唇形科香茶菜属下的一个变种。